# Хом'як Мирослава
Мирослава Хом'як (пол. Mirosława Chomiak, нар. 24 березня 1942, Устє Руське) — польський педагог та суспільна діячка лемківського походження, дослідниця лемківського діалекту та культури, авторка граматичних досліджень.

## З життєпису
1947 р. вся її родина була переселена на західні землі Польщі. 1972 р. повернулася до рідного села, де живе і досі. Вивчала в університеті російську філологію, після цього 40 років працювала учителькою мови в школі.
У квітні 1989 р., коли виникла перша організація, яка представляла інтереси переселених лемків у Польщі — Стоваришіня лемків — Мирослава Хом'як була делегаткою на I конгресі організації і була обрана у склад президії. Брала активну участь в кодифікації лемківського діалекту. Була однією з ініціаторів відновлення організації «Руська бурса».
Коли 1991 р. Міністерство освіти Польщі дозволило викладати лемківський діалект у школах, М. Хом'як написала кілька підручників для шкіл (1992-93, 1996), збірки оповідань (1993, 1995) та словники (1992, 1996-97), а також лемківську граматику у 1992. Пізніше випустила докладніший граматичний довідник з лемківського діалекту (у співпраці з Генриком Фонтанським), який став одним з 4-х сучасних стандартів русинської мови.